# Твоё движение
«Твоё движение» (пол. Twój Ruch) – польская социал-либеральная политическая партия. Основана в 2011 году как Движение Паликота (пол. Ruch Palikota), в 2013 преобразована в «Твоё движение» в результате слияния с рядом более мелких партий.

## История

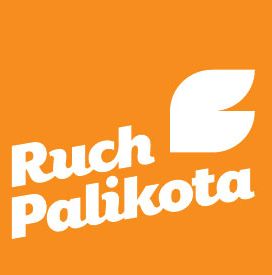
Логотип «Движения Паликота»

Создание новой политической партии было анонсировано Янушем Паликотом (на тот момент — депутатом Сейма от правящей партии Гражданская платформа) летом 2010 года. 6 октября 2010 года Паликот вышел из Гражданской платформы и вскоре зарегистрировал Движение поддержки (пол. Ruch Poparcia). 1 июня 2011 года партия была перерегистрирована под нынешним названием. 9 октября 2011 года партия приняла участие в парламентских выборах. За 12 дней до выборов отдельные предвыборные опросы отдавали Движению Паликота до 8,2 % голосов, чего уже было в принципе достаточно для попадания в Сейм. Фактические результаты, показаные на выборах, превзошли результаты предвыборных опросов (хотя даже такие оценки уже воспринимались как «рекордные»).
На парламентских выборах 9 октября 2011 года за «Движение Паликота» отдали свои голоса 1 439 490 избирателей, то есть 10,02 % их общего числа принявших участие в выборах. Движение Паликота заняло третье место после правящей партии «Гражданская платформа» (39,18 %) и оппозиционной «Право и Справедливость» (29,89 %), опередив традиционные партии Союз демократических левых сил (8,24 %) и Польскую крестьянскую партию (8,36 %).

## Программа
Партия придерживается социально-либеральной идеологии и требует проведения ряда антиклерикальных мероприятий. Так, в программе партии содержатся следующие обещания:
- прекращение финансирования религиозных организаций (прежде всего, католической церкви)
- прекращение религиозного образования в школах
- легализация «партнёрских союзов» для гетеро- и гомосексуальных пар
- легализация марихуаны
- либерализация закона об абортах
- уравнивание женских и мужских пенсий
- свободный доступ к контрацепции
- бесплатный доступ в Интернет
- борьба с бюрократией
- упразднение Сената[6] и уменьшение числа депутатов Сейма до 360
- поддержка малого предпринимательства
- борьба с бюджетным дефицитом
- сокращение расходов на армию

От партии впервые в истории Польши в парламент избраны транссексуалка Анна Гродская и открытый гей Роберт Бедронь.

## Наиболее известные члены партии

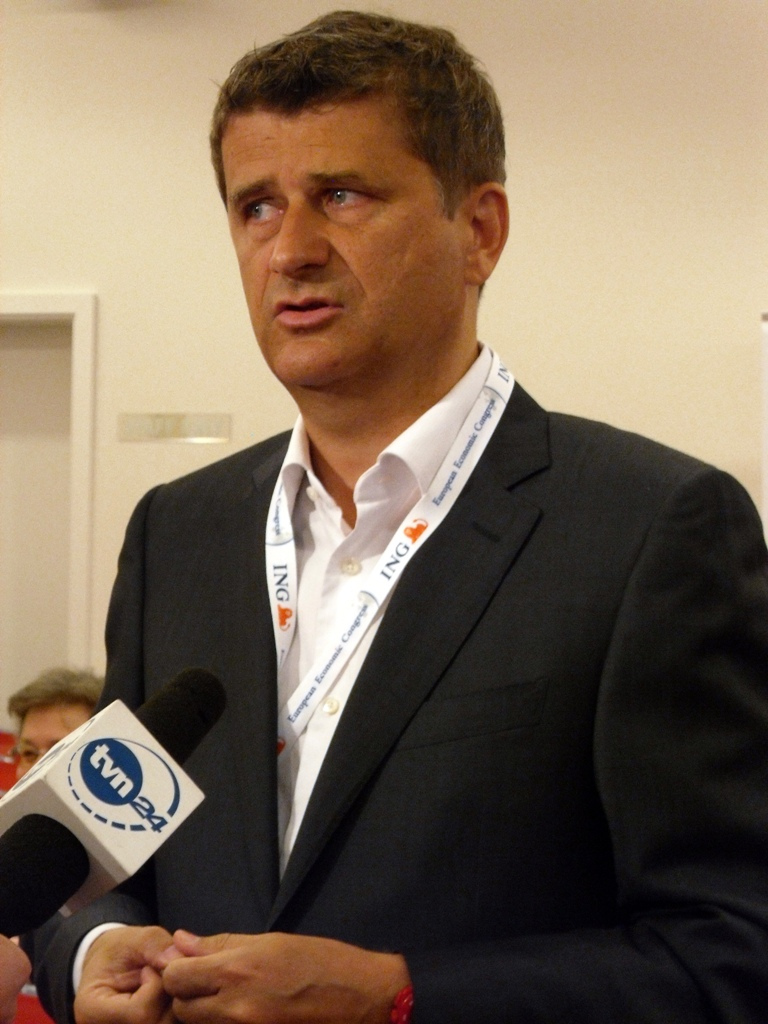
Лидер партии Януш Паликот

- Барбара Новацкая – лидер Объединённых левых на выборах в Сейм республики Польша в 2015 году;
- Роберт Бедронь — основатель неправительственной организации «Кампания против гомофобии» (польск. Kampania Przeciw Homofobii).